# 香穂里
香穂里（かおり、1986年3月1日 - ）は、東京都出身のタレント。身長158cm 血液型はA型。フィットワンに所属していた。

## フットサル選手として
芸能人女子フットサルチーム「TEAM SPAZIO」の元メンバーで、チームは既に解散している。
2006年8月にはめざましテレビのフットサルチーム「サンバガールズ」の一員として「すかいらーくグループリーグ in お台場冒険王“真夏の女王”決定戦」に出場した。

## 出演

### テレビ
- 眞鍋かをりのブログッズ（BS日テレ・2006年5月15日）
- TV☆Lab「芸能界!キズナ検定」（BSフジ・2006年7月9日）
- サプリ（フジテレビ系・2006年7月17日）

その他

### 雑誌
【モデル】
・cawaiiレギュラーモデル
・POPteen
・happieレギュラーモデル
・ネイルMAXレギュラーモデル
・CanCam
・vivi
・その他

【連載】
・馬券ブレイク